# Зоран Маринковић
Зоран Маринковић (Горњи Милановац, 22. децембар 1966) српски је мултидисциплинарни уметник, најпознатији по свом деловању у рок-групи Бјесови.

## Приватни живот
Основну и средњу школу завршио је у Г. Милановцу. У Београду, 1986. године уписује сликарство на Факултету ликовних уметности, где дипломира 1992. у класи професора Чедомира Васића. Тренутно је на докторским студијама сликарства на ФЛУ у Београду.
Ожењен је вајарком Валентином Нађ, са којом има троје деце.

## Музика
Још у средњој школи почиње његово дружење са Гораном Марићем. Њих двојица оснивају бенд по називу левичарске, западно-немачке милитантне организације Бадер-Мајнхоф, а онда, након забране првог концерта 28. јула 1987. од стране увек будних органа реда, мењају назив у St. Gallen (швајцарско бањско лечилиште), па у China Blue, а на крају, према Зорановом предлогу, у Бјесови, по наслову хрватско-српског превода романа Зли дуси од Достојевског. Током више од две деценије рада, Бјесови постају једна од најзначајнијих српских рок група. Зоран је певач, али и главни аутор музике и текстова, омота и спотова бенда. Такође, Зоран је према својој слици "Big Space Licker", дизајнирао симбол групе.
Кључне песме за разумевање естетике Бјесова су: Џорџија, Зли дуси, Име, Време је, Авиони певају, Кад ми стане дах, Чак и да могу, Киша, Боље Ти...
Бјесови делују у две фазе, прва до 1997, друга од 2001. када се, по благослову оца Тадеја, Зоран Маринковић вратио музици.
Од 1999. Зоран своја различита музичка и филмска интересовања истражује и под псеудонимом Бјесомар.

### Награде
- 1990. Победа на првој чачанској гитаријади
- 1993. Победа на 27. зајечарској гитаријади
- 1995. Други (безимени) албум проглашен CD издањем године (за прошлу, 1994.), а Бјесови групом године, на додели годишњих награда радио емисије "Микрофонија" студентског радија "Index" у Београду
- 2003. Бјесови добијају Сребрну плакету "Таковски устанак" за дугогодишњи допринос културном развоју града и општине Горњи Милановац
- 2010. Са песмом "Кад се руке моје везане раздвоје", са албума "Боље Ти", Бјесови освајају титулу "Хита године" (за 2009.) "Радија 202", док исти албум ("Боље Ти"), гласовима слушалаца бива проглашен албумом године
- 2013. Песма "Боље Ти", гласовима слушалаца београдског "Радија 202", изгласана је као трећа најбоља песма 21. века, Србије и целог Еx-Yu региона

## Сликарство
Музеј савремене уметности у Београду га је уврстио међу педесет најбитнијих српских сликара деведесетих година 20. века, тиме што је његов рад увршћен у изложбу "О нормалности" 2005. године. Три његова рада са те изложбе су увршћена у уметнички фонд МСУБ.

### Награде
- 1988. (као студент) Друга награда на ликовној изложби у склопу поставке изложбе авиона у Паризу
- 1991. (као студент) "Награда за иновацију" из фонда професора Милоша Бајића на завршној изложби факултета
- 1994. Прву награду на XVIII меморијалу Надежде Петровић у Чачку[4] поделио са познатим уметником Урошем Ђурићем

## Филм
Под псеудонимом Бјесомар снима бројне кратке документарне филмове и спотове за Бјесове, на којима ради као камерман, монтажер и режисер.

## Новинарски рад
Пред само гашење легендарног музичког часописа Џубокс, Зоран је са Гораном Марићем урадио пар критика новоизашлих рок албума, и два интервјуа, са Којом - Дисциплина кичме, и Цанетом и Антоном - Партибрејкерс. Интервјуи су објављени у Џубоксу, а Зорану и Горану су „дали увид у саму суштину рокенрола“.

## Рад у просвети и култури
Од 1996. године, па све до данас, Зоран Маринковић ради као наставник ликовног образовања у више школа горњомилановачке општине. У јануару 2007. постао је директор Културног центра у Горњем Милановцу. У мају 2007. подноси оставку на ово место.

## Стрељаштво
Као тинејџер, годинама се успешно бавио стрељаштвом у горњомилановачкој стрељачкој дружини Драган Јевтић - Шкепо, са којом је три године узастопце (1979.1980.1981.) освајао титулу екипних првака СФРЈ. У појединачном такмичењу је, у Крагујевцу 1981, освојио прво место и златну медаљу у гађању ваздушном пушком, у категорији пионира, поставивши државни рекорд који није био оборен следеће две године. У јуниорској категорији, такође успешно, бавио се и гађањем из малокалибарске пушке